# Kristina Curry Rogers
Kristina Curry Rogers (ur. 20 czerwca 1974) – amerykańska paleontolog specjalizująca się w badaniu dinozaurów, ich ewolucji i paleobiologii.

## Życiorys
Bada głównie zauropody. W roku 2001 wraz z Catherine Forster opisała rapetozaura, jednego z najpóźniejszych zauropodów. Z kolei w 2005 roku opublikowała wyniki badań dotyczących filogenezy tytanozaurów. Badała również inne madagaskarskie dinozaury, takie jak mażungazaur, u którego wraz z mężem, geologiem Raymondem Rogersem, dowiodła występowania zachowań kanibalistycznych. 
Drugą tematyką jej badań jest analiza histologiczna kości współczesnych i wymarłych zwierząt w celu poznania długości życia prehistorycznych organizmów. W 1996 roku uzyskała tytuł Bachelor of Science z biologii w Montana State University, w 1999 tytuł Master of Science nauk anatomicznych, a w 2001 stopień doktora na Stony Brook University. Obecnie pracuje jako profesor biologii i geologii w Macalester College.